# August Johann Rösel von Rosenhof

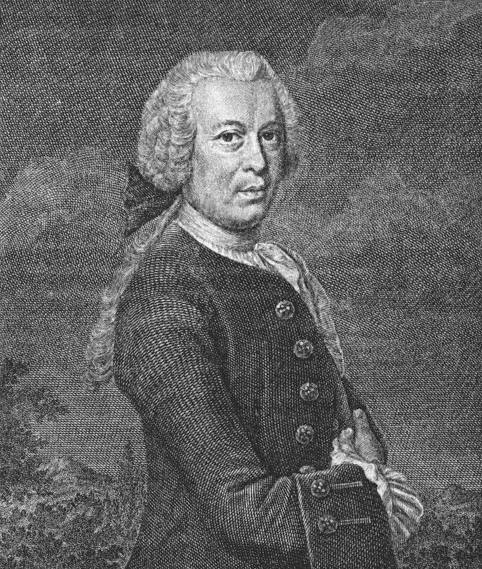
August Johann Rösel von Rosenhof

August Johann Rösel von Rosenhof (* 30. März 1705 bei Arnstadt; † 27. März 1759 in Nürnberg) war ein deutscher Naturforscher, Miniaturmaler und Kupferstecher. Er war Zeitgenosse des schwedischen Naturforschers Carl von Linné. Mit seinen exakten, detailreichen Insektendarstellungen gilt er als ein Wegbereiter der modernen Entomologie. Sein Grab befindet sich auf dem Johannisfriedhof (Nürnberg).

## Jugend
Rösel entstammte einer österreichischen Kaufmannsfamilie, die sich zur Zeit der Reformation in der Gegend von Nürnberg niederließ. Wegen ihrer Verdienste wurde sie 1628 von Kaiser Ferdinand wieder in den vorher abgelegten Freiherrnstand erhoben. Franz Rösel war Maler von Tier- und Waldstücken, sein Sohn Pius, der Vater von August Johann, war Kupferstecher und dessen Bruder Wilhelm Tiermaler. Pius wurde von der Fürstin Augusta Dorothea von Arnstadt-Schwarzburg, die auch Patin von August Johann wurde, zum Verwalter der Augustenburg bei Arnstadt berufen.
Die Fürstin erkannte die Begabung August Johanns und förderte seine Erziehung in Malerei und Wissenschaft. Er lernte zunächst in der Merseburger Malerwerkstatt seines Onkels Wilhelm und besuchte dann die Malerakademie in Nürnberg. Die Fähigkeiten, die er bald in Kupferstecherei und Miniaturmalerei erworben hatte, ermöglichten ihm 1726 eine Reise mit zweijährigem Aufenthalt nach Dänemark, wo er sogar eine Stellung auf Lebenszeit am Hofe angeboten bekam. Diese Stellung lehnte er ab und kehrte nach Deutschland zurück, wo er bei einem vierwöchigen Aufenthalt in Hamburg das Werk von Maria Sibylla Merian kennenlernte. Dies bewog ihn, sich fortan mit der einheimischen Insektenfauna zu befassen.

## Forscher und Maler

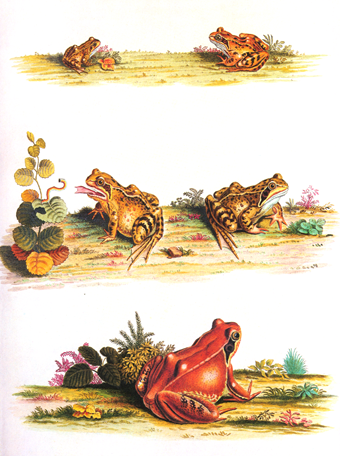
Tafel mit Fröschen aus Historia naturalis Ranarum nostratium

1737 heiratete er in Nürnberg Elisabeth Maria, die Tochter des Chirurgen, Physiologen und Dichters Michael Bertram Rosa. Rösels Kunstfertigkeit stand in hohem Ansehen, so dass er vor allem durch Porträtmalerei ein sicheres Einkommen hatte und sich nebenher intensiv um die Erforschung der Insektenwelt kümmern konnte. Er sammelte Larven und Raupen, deren Entwicklung und Verhalten er genauestens studierte und in Notizen und Zeichnungen festhielt. 1740 erschien die erste Ausgabe seiner Insecten-Belustigung, einer Art Vorläufer heutiger Fachzeitschriften, 1744 die zweibändige Ausgabe, die in den folgenden Jahren mit weiteren Lieferungen regelmäßig fortgeführt wurde. In den Jahren 1746, 1749 und 1755 brachte er die bisher erschienenen Arbeiten in Sammelbänden heraus. Ein vierter Band wurde nach seinem Tod 1761 von seinem Schwiegersohn Christian Friedrich Carl Kleemann zusammengestellt, der, auch ein fähiger Miniaturmaler, in späteren Auflagen Ergänzungen und Zusätze wie die von Linné eingeführte Nomenklatur vornahm.
Weitere Werke Rösels waren Historia naturalis Ranarum nostratium / Die natürliche Historie der Frösche hiesigen Landes, ein zweisprachiges Tafelwerk, dessen erster Teil 1753 erschien und das 1758 vollendet wurde und zu dem Albrecht von Haller das Vorwort schrieb. Ein geplantes Werk über Eidechsen und Salamander konnte er vor seinem Tod nicht vollenden. Die Besonderheit des Werkes von August Johann Rösel liegt zum einen in der Exaktheit der Darstellungen, die sich auf intensive und sorgfältige Beobachtungen gründen. Rösel erlernte sogar das Schleifen von Linsen, um eigene Beobachtungsinstrumente anfertigen zu können. Zum anderen stellte er Tiere im Gegensatz zu seinen Zeitgenossen nicht rein morphologisch dar, sondern bemühte sich um die Schilderung der Lebensweise und biologischer Abläufe seiner Untersuchungsobjekte. Er erlangte mit seiner Arbeit unter anderen Naturforschern sehr hohes Ansehen, Réaumur plante, sein Werk ins Französische zu übersetzen lassen, was allerdings nicht realisiert wurde.
Am Anfang des Jahres 1759 erlitt Rösel von Rosenhof einen Hirnschlag, der ihn halbseitig lähmte und an dessen Folgen er am 27. März 1759 starb.

## Bedeutung für die Wissenschaft

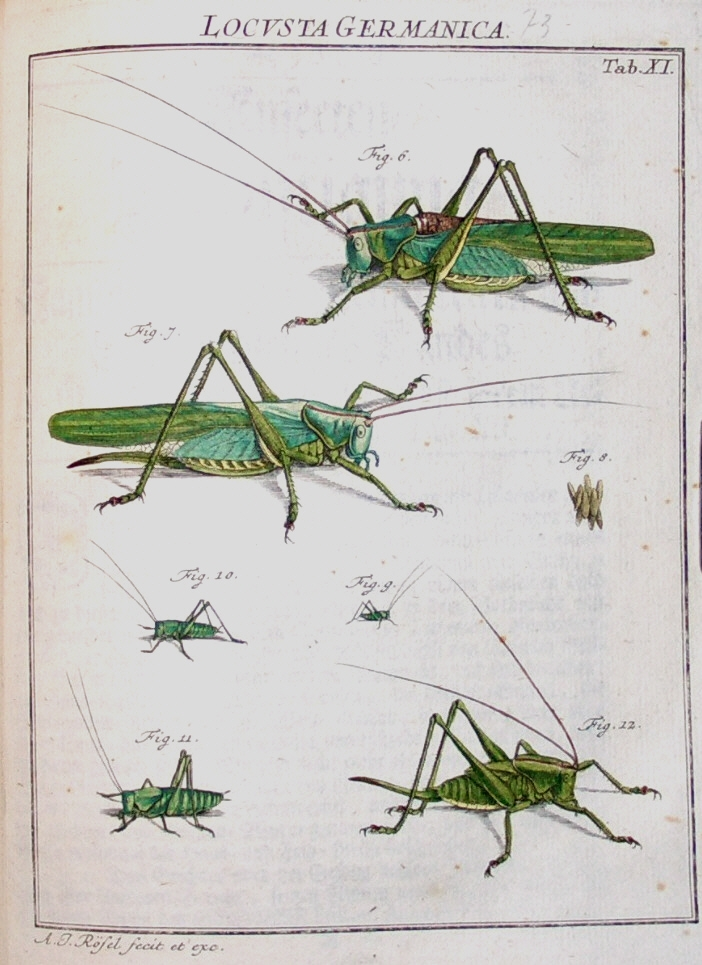
Grüne Laubheuschrecke (Tettigonia viridissima) als Beispiel naturgetreuen Kupferstichs des Meisters

Die Darstellungen Rösels sind oft so präzise, dass sich Insektenarten anhand der Abbildungen exakt bestimmen lassen; so verwundert es nicht, dass nach ihm eine der häufigsten einheimischen Langfühlerschrecken, Roesels Beißschrecke (Roeseliana roeselii), benannt wurde.
Für die Entwicklung der Naturforschung noch bedeutsamer als die Miniaturmalerei war Rösels Beobachtungsgabe und – obwohl nicht studiert – sein wissenschaftliches Talent: So war er in der Kausalforschung vielen Wissenschaftlern seiner Zeit erkenntnistheoretisch voraus. Als Beispiel sei hier ein Disput bezüglich der Herkunft von Fleischfliegen genannt. Noch Mitte des 18. Jahrhunderts war man nämlich der Auffassung, totes Fleisch bringe quasi „aus sich heraus“ aasfressende Maden hervor. Nachdem 1668 bereits Francesco Redi die Besiedelung von Fleisch untersuchte und die Eiablage als Voraussetzung für die Larvalentwicklung von Fliegen postulierte, wiederholte Rösel diesen Versuch.
Hier der interessant zu lesende, für die Ausdrucksweise seiner Zeit aber sehr typische Originaltext aus Band II (1749) seiner „Insecten-Belustigung“.
„Gleichwie es aber unter den Mucken überhaupts eine ziemliche Anzahl derjenigen giebt, welchen dieser Name zukommet: also ist gegenwärtig unter denselben die gemeinste und bekannteste, deren ich mich auch öfters bedienet, diejenigen, welche mir die der Natur gemäße Erzeugung der Insekten leugnen wollen, von dem Gegentheil augenscheinlich zu überführen. Diese Vertheidiger der alten Fabel, daß die Insekten aus der Fäulnis entspringen, bedienten sich nämlich öfters der Maden, die sich im alten Käs und faulem Fleisch aufhalten, zu einem Beweis wider mich, ohne zu wissen, daß sie mir eben dadurch die rechten Waffen darreichten, ihre ungegründete Meinung zu bestreiten. Einmal ging ich mir ihrer etlichen eine Wette ein, vermög welcher ich mich nicht nur alleine anheischig machte, ein Vertheidiger ihrer Meinung zu werden, sondern auch noch den ausgesetzten Preis willich und gerne zu bezahlen, woferne ich sie nicht überführen würde, daß die Fäulnis zu dem Ursprung dieser Maden ganz und gar nichts beytrüge.
Wir wählten nämlich zwen ganz leere und reine Zuckergläser, in jedes derselben wurde ein frisches Stuck Fleisch, von einem vierfüßigen Thier, gelegt, und sodann eines davon mit zartem Pergament oder Papier genau zugebunden und versiegelt; das andere aber blieb offen. Nachdem nun dieses geschehen, stellten wir beede Gläser auf eine verschlossene Altane, an einen sonnenreichen Ort, in die freye Lufft, und da behauptete ich, daß in dem im verschlossenen Glas befindlichen Fleisch, sollte selbiges gleich noch so lange uneröffnet stehen bleiben, ganz und gar keine Maden entspringen könnten; dahingegen im andern Alles bald von ihnen wimmeln würde.
Als wir nun den andern Tag nach unsern Gläsern sahen, war in dem verschlossenen Glas nichts Veränderliches zu bemercken, im offenen hingegen erblickten wir nicht nur viele schichtweis auf dem Fleisch leigende Eyer, sondern auch eine Mucke, welche eben mit Legung derselben beschäftiget war. Aus diesen Eyern krochen noch denselben Tag lauter Maden aus, und in den folgenden Tagen wurden sowohl dieser, als der Eyer immer mehrere, so, daß sie endlich das Fleisch ganz und gar bedeckten. Das Fleisch im verschlossenen Glas blieb hingegen beständig von Maden befreyet, ob es schon zu faulen anfieng und endlich in ein trüben Wasser zerflos.

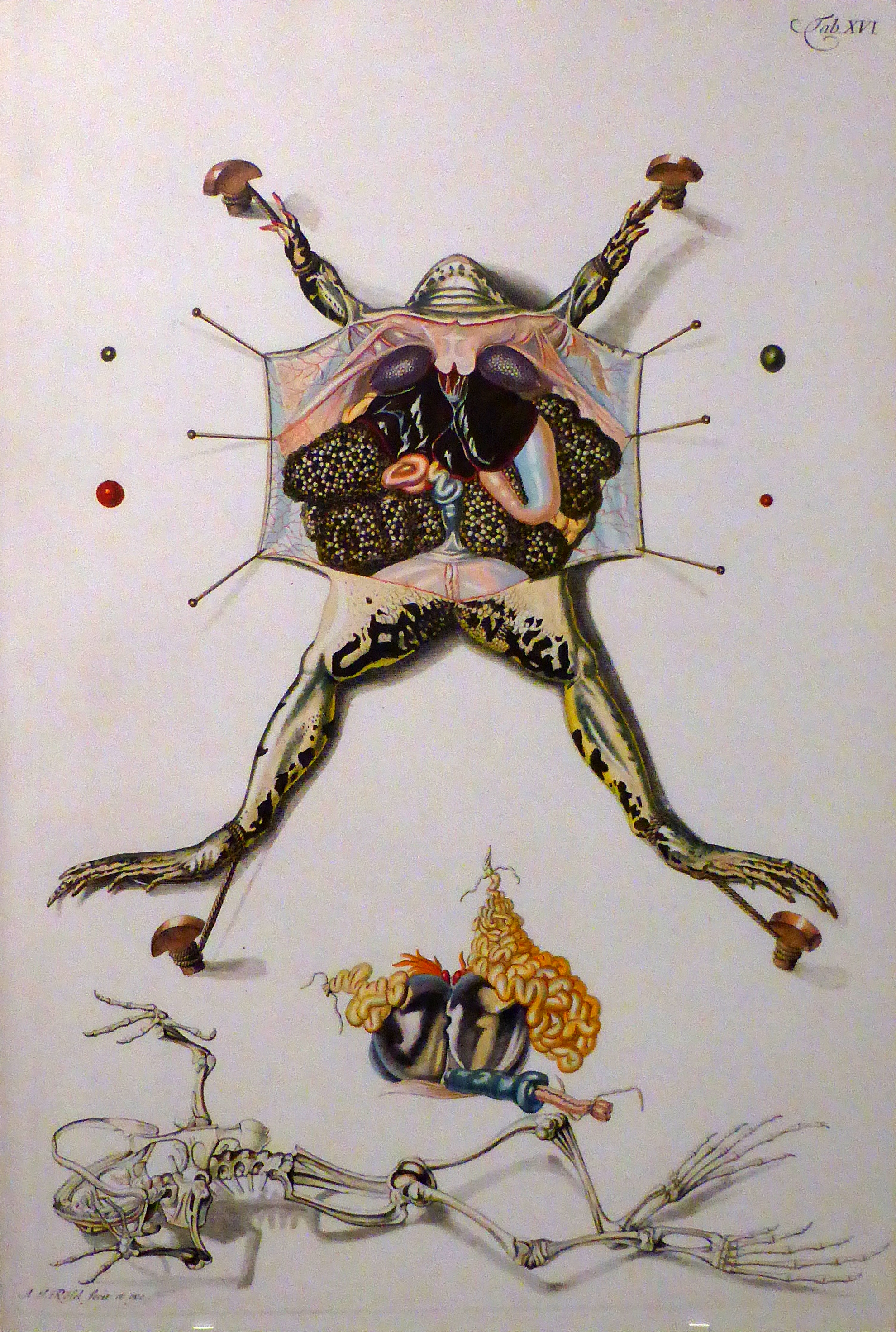
Sezierung eines Frosches

Und daher hatte ich zugleich Gelegenheit, meinen Gegnern zu zeigen, daß der von dem faulen Fleisch entstehende Geruch die Mucken, deren eine sie im offenen Glas bereits gesehen hatten, herbey lockte: dann ob sie gleich zu dem Fleisch selbst nicht kommen konnten, so liessen sie sich auf dem Papier, womit der Glas verschlossen war, dochbeständig sehen; ja legten auch zum Theil sogar ihre Eyer darauf, welche aber aus Mangen an nötiger Nahrung verderben mussten; da hingegen die Maden im andern Glas immer größer wurden, und das Fleisch völlig verzehrten.
Als aber meine Gegner dieses sahen, gaben sie mir bereits gewonnen Spiel, ob ich ihnen gleich zusagte, daß ich auch noch die Wetter verlieren wollte, wann ich sie nicht ferner überzeugen würde, daß sich diese Maden eben wieder in solche Mucken verwandelten, als diejenigen gewesen, aus deren Eyern sie genkommen: nur einer wollte seine alte Meinung nicht fahren lassen, und wande mir ein, in dem verschlossenen Glas hätten aus dem Fleische, wegen Mangel der Lufft, keine Maden entstehen können, weil nichts ohne Lufft leben könnte. Alleine ich stellte ihm frey, das Papier über dem Glase, nach Belieben, mit einer Stecknadel zu durchstechen, damit die Lufft freien Zugang haben mögte mit der Versicherung, daß deswegen noch keine Maden darinnen entspringen würden; doch musste er mir, ohne solches noch abzuwarten, bereits zugestehen, daß das Glas selbst noch mit Lufft angefüllet seye, und auch selbige, wo nicht durch das Papier selbsten, doch durch die Falten, die da, wo es zugebunden war, sich befanden, freyen Zugang hätte. Und also gab sich auch dieser endlich gefangen.“

## Werkausgaben (Auswahl)
- Insecten-Belustigung. Nach der Ausgabe von 1746–61. Mit 175 Farbtafeln und mit einem Nachwort von Wolfgang Dierl. Harenberg, Dortmund (= Die bibliophilen Taschenbücher, Band 27)